# Unione Sportiva Catanzaro 1982-1983
Questa voce raccoglie le informazioni riguardanti l'Unione Sportiva Catanzaro nelle competizioni ufficiali della stagione 1982-1983.

## Stagione
Dopo il settimo posto conseguito nella stagione 1981-1982, la dirigenza del Catanzaro decise di rinnovare la rosa cedendo gran parte dei migliori giocatori a club più quotati, sostituendoli con altri di livello inferiore. Nella sua quinta partecipazione consecutiva alla Serie A, il Catanzaro non fu quasi mai in gara per la salvezza: ai nove punti ottenuti nel girone di andata (al termine del quale l'allenatore Bruno Pace fu sostituito da Saverio Leotta) ne seguirono solo quattro (due dei quali ottenuti nella vittoria contro il Verona, ultimo risultato utile ottenuto dalla squadra in Serie A), con i calabresi matematicamente retrocessi con diverse giornate di anticipo.
In Coppa Italia, dopo aver passato il primo turno, venivano eliminati dal Torino negli ottavi di finale.

## Divise e sponsor

Il neoacquisto Alberto Cavasin con la maglia calabrese sponsorizzata Unicef.

Per il quinto anno consecutivo viene confermato il fornitore tecnico Ennerre: le divise rimangono quindi invariate, anche se in alcune occasioni si alternano i calzoncini rossi a quelli bianchi. Fino all'undicesima giornata, le maglie erano inoltre prive dello sponsor ufficiale della stagione, Unicef.
| Casa | Trasferta |  |

## Organigramma societario
Area direttiva
- Presidente: Adriano Merlo

Area tecnica
- Direttore sportivo: Spartaco Landini
- Allenatore: Bruno Pace, dalla 16ª giornata Saverio Leotta

Area organizzativa
- Medico sociale: Giuseppe Martino
- Massaggiatore: Giuseppe Amato

## Rosa
| N. |                   | Ruolo | Calciatore           |
| -- | ----------------- | ----- | -------------------- |
|    | Italia (bandiera) | P     | Luigi Bertolini      |
|    | Italia (bandiera) | P     | Alessandro Zaninelli |
|    | Italia (bandiera) | D     | Alberto Cavasin      |
|    | Italia (bandiera) | D     | Agatino Cuttone      |
|    | Italia (bandiera) | D     | Luigi De Agostini    |
|    | Italia (bandiera) | D     | Pietro Mariani       |
|    | Italia (bandiera) | D     | Franco Peccenini     |
|    | Italia (bandiera) | D     | Andrea Salvadori     |
|    | Italia (bandiera) | D     | Sergio Santarini     |
|    | Italia (bandiera) | D     | Maurizio Trombetta   |
|    | Italia (bandiera) | D     | Massimo Venturini    |
|    | Italia (bandiera) | C     | Roberto Bacchin      |
|    | Italia (bandiera) | C     | Rosario Belcamino    |

| N. |                    | Ruolo | Calciatore        |
| -- | ------------------ | ----- | ----------------- |
|    | Italia (bandiera)  | C     | Roberto Borrello  |
|    | Italia (bandiera)  | C     | Giorgio Boscolo   |
|    | Italia (bandiera)  | C     | Bruno Conca       |
|    | Italia (bandiera)  | C     | Franco Ermini     |
|    | Italia (bandiera)  | C     | Gaetano Musella   |
|    | Italia (bandiera)  | C     | Marino Palese     |
|    | Italia (bandiera)  | C     | Salvatore Pesce   |
|    | Italia (bandiera)  | C     | Giuseppe Sabadini |
|    | Italia (bandiera)  | A     | Piero Braglia     |
|    | Italia (bandiera)  | A     | Edy Bivi          |
|    | Romania (bandiera) | A     | Viorel Năstase    |
|    | Italia (bandiera)  | A     | Antonio Soda      |

## Calciomercato

### Sessione estiva
| Acquisti | Acquisti           | Acquisti      | Acquisti                 |
| R.       | Nome               | da            | Modalità                 |
| -------- | ------------------ | ------------- | ------------------------ |
| D        | Agatino Cuttone    | Torino        | prestito                 |
| D        | Pietro Mariani     | Torino        | prestito                 |
| D        | Massimo Venturini  | Avellino      | definitivo               |
| D        | Luigi De Agostini  | Udinese       | prestito                 |
| C        | Salvatore Pesce    | Sangiovannese | definitivo               |
| A        | Gaetano Musella    | Napoli        | comproprietà (600 mln £) |
| A        | Roberto Bacchin    | Udinese       | definitivo               |
| A        | Maurizio Trombetta | Udinese       | definitivo               |

| Cessioni | Cessioni            | Cessioni   | Cessioni               |
| R.       | Nome                | a          | Modalità               |
| -------- | ------------------- | ---------- | ---------------------- |
| P        | Massimo Mattolini   | Foggia     | definitivo             |
| D        | Giampiero Cardinali | Livorno    | prestito               |
| D        | Armando Cascione    | Avellino   | prestito               |
| D        | Claudio Ranieri     | Catania    | definitivo             |
| C        | Costanzo Celestini  | Napoli     | definitivo             |
| C        | Massimo Mauro       | Udinese    | definitivo (2 mld £)   |
| C        | Antonio Sabato      | Inter      | definitivo (650 mln £) |
| A        | Carlo Borghi        | Torino     | definitivo (1,6 mld £) |
| A        | Giuseppe Lorenzo    | Cesenatico | prestito               |
| A        | Santino Mondello    | Messina    | definitivo             |

### Sessione autunnale
| Acquisti | Acquisti        | Acquisti | Acquisti     |
| R.       | Nome            | da       | Modalità     |
| -------- | --------------- | -------- | ------------ |
| D        | Alberto Cavasin | Verona   | definitivo   |
| C        | Franco Ermini   | Torino   | comproprietà |

| Cessioni | Cessioni      | Cessioni | Cessioni   |
| R.       | Nome          | a        | Modalità   |
| -------- | ------------- | -------- | ---------- |
| C        | Marino Palese | Como     | definitivo |

## Risultati

### Serie A

#### Girone di andata
| Arbitro: | Altobelli (Roma) |

|                                                                |           |  |
| Graziani 9’ D. Bertoni 11’ Antognoni 20’ (rig.) A. Bertoni 80’ | Marcatori |  |

| Catanzaro 19 settembre 1982 2ª giornata | Catanzaro                    | 0 – 0 | Torino | Stadio Militare\| Arbitro: \| Agnolin (Bassano del Grappa) \| |
| Arbitro:                                | Agnolin (Bassano del Grappa) |       |        |                                                               |

| Arbitro: | Ballerini (La Spezia) |

|                          |           |  |
| Criscimanni 35’ Díaz 68’ | Marcatori |  |

| Arbitro: | Bianciardi (Siena) |

|            |           |                      |
| Bacchin 7’ | Marcatori | 78’ (aut.) Venturini |

| Arbitro: | Angelelli (Terni) |

|                                               |           |                 |
| Scanziani 10’ Casagrande 40’, 68’ Chiorri 77’ | Marcatori | 4’, 55’ Mariani |

| Arbitro: | D'Elia (Salerno) |

|                |           |  |
| De Agostini 1’ | Marcatori |  |

| Arbitro: | Vitali (Bologna) |

|                           |           |              |
| Penzo 30’, 33’ Dirceu 71’ | Marcatori | 55’ Borrello |

| Arbitro: | Menegali (Roma) |

|                             |           |                                    |
| De Agostini 13’ Mariani 51’ | Marcatori | 31’ Antonelli 78’ (aut.) Zaninelli |

| Arbitro: | Casarin (Milano) |

|           |           |  |
| Piras 88’ | Marcatori |  |

| Pisa 21 novembre 1982 10ª giornata | Pisa              | 0 – 0 | Catanzaro | Stadio Arena Garibaldi\| Arbitro: \| Pairetto (Torino) \| |
| Arbitro:                           | Pairetto (Torino) |       |           |                                                           |

| Catanzaro 28 novembre 1982 11ª giornata | Catanzaro        | 0 – 0 | Roma | Stadio Militare\| Arbitro: \| D'Elia (Salerno) \| |
| Arbitro:                                | D'Elia (Salerno) |       |      |                                                   |

| Arbitro: | Barbaresco (Cormons) |

|                                  |           |             |
| Marocchino 40’ Tardelli 48’, 60’ | Marcatori | 34’ Cuttone |

| Arbitro: | Redini (Pisa) |

|                 |           |                   |
| Bivi 44’ (rig.) | Marcatori | 39’ (rig.) Edinho |

| Arbitro: | Bergamo (Livorno) |

|             |           |            |
| Năstase 52’ | Marcatori | 2’ Vignola |

| Arbitro: | Pairetto (Torino) |

|                                                         |           |  |
| Bagni 34’ Altobelli 37’ Müller 49’ Oriali 53’ Juary 87’ | Marcatori |  |

#### Girone di ritorno
| Arbitro: | Benedetti (Roma) |

|  |           |             |
|  | Marcatori | 24’ Massaro |

| Arbitro: | Bianciardi (Siena) |

|                      |           |  |
| Hernández 35’ (rig.) | Marcatori |  |

| Arbitro: | Lanese (Messina) |

|          |           |                     |
| Bivi 26’ | Marcatori | 41’, 65’ Pellegrini |

| Cesena 6 febbraio 1983 19ª giornata | Cesena             | 0 – 0 | Catanzaro | Stadio La Fiorita\| Arbitro: \| Lombardo (Marsala) \| |
| Arbitro:                            | Lombardo (Marsala) |       |           |                                                       |

| Arbitro: | Falzier (Treviso) |

|            |           |               |
| Ermini 33’ | Marcatori | 28’ Scanziani |

| Arbitro: | Pirandola (Lecce) |

|                                     |           |                          |
| De Vecchi 25’ Greco 32’ Pircher 70’ | Marcatori | 6’ Boscolo 52’ Trombetta |

| Arbitro: | Bianciardi (Siena) |

|                           |           |           |
| Trombetta 58’ Mariani 83’ | Marcatori | 67’ Penzo |

| Arbitro: | Magni (Bergamo) |

|                                                 |           |          |
| Viola 4’ Iachini 11’ Briaschi 74’ Antonelli 90’ | Marcatori | 57’ Bivi |

| Arbitro: | Altobelli (Roma) |

|                 |           |                                       |
| De Agostini 80’ | Marcatori | 49’ (rig.) Piras 75’ (aut.) Venturini |

| Arbitro: | Vitali (Bologna) |

|  |           |                        |
|  | Marcatori | 28’ Mariani 69’ Casale |

| Arbitro: | Paparesta (Bari) |

|                              |           |  |
| Di Bartolomei 39’ Pruzzo 63’ | Marcatori |  |

| Arbitro: | Redini (Pisa) |

|                 |           |                         |
| De Agostini 30’ | Marcatori | 42’ (rig.), 66’ Platini |

| Arbitro: | Esposito (Torre del Greco) |

|                              |           |                     |
| Edinho 22’ (rig.) Pulici 41’ | Marcatori | 90’ (aut.) Cattaneo |

| Arbitro: | Leni (Perugia) |

|                                                               |           |  |
| Cavasin 1’ (aut.) Bergossi 53’ Tagliaferri 58’ Barbadillo 78’ | Marcatori |  |

| Arbitro: | Menicucci (Firenze) |

|                   |           |                          |
| Marini 16’ (aut.) | Marcatori | 34’ Altobelli 68’ Müller |

### Coppa Italia

#### Primo turno
| Arbitro: | Magni (Bergamo) |

|           |           |  |
| Traini 7’ | Marcatori |  |

| Arbitro: | Falzier (Treviso) |

|  |           |                                |
|  | Marcatori | 5’ De Agostini 15’ (rig.) Bivi |

| Arbitro: | Pirandola (Lecce) |

|                        |           |           |
| Năstase 2’, 72’ (rig.) | Marcatori | 60’ Silva |

| Arbitro: | Leni (Perugia) |

|                                                  |           |              |
| De Agostini 31’, 38’ Bivi 44’ (rig.) Mariani 70’ | Marcatori | 86’ Rebonato |

| Arbitro: | D'Elia (Salerno) |

|                          |           |  |
| Gabriele 80’ Garlini 81’ | Marcatori |  |

#### Fase finale
| Arbitro: | Longhi (Roma) |

|  |           |            |
|  | Marcatori | 80’ Borghi |

| Arbitro: | Falzier (Treviso) |

|                                    |           |  |
| Peccenini 18’ (aut.) Hernández 42’ | Marcatori |  |

## Statistiche

### Statistiche di squadra
| Competizione | Punti | In casa | In casa | In casa | In casa | In casa | In casa | In trasferta | In trasferta | In trasferta | In trasferta | In trasferta | In trasferta | Totale | Totale | Totale | Totale | Totale | Totale | DR  |
| Competizione | Punti | G       | V       | N       | P       | Gf      | Gs      | G            | V            | N            | P            | Gf           | Gs           | G      | V      | N      | P      | Gf     | Gs     | DR  |
| ------------ | ----- | ------- | ------- | ------- | ------- | ------- | ------- | ------------ | ------------ | ------------ | ------------ | ------------ | ------------ | ------ | ------ | ------ | ------ | ------ | ------ | --- |
| Serie A      | 13    | 15      | 2       | 7       | 6       | 13      | 18      | 15           | 0            | 2            | 13           | 8            | 38           | 30     | 2      | 9      | 19     | 21     | 56     | -35 |
| Coppa Italia |       | 3       | 2       | 0       | 1       | 6       | 3       | 4            | 1            | 0            | 3            | 2            | 5            | 7      | 3      | 0      | 4      | 8      | 8      | 0   |
| Totale       | -     | 18      | 4       | 7       | 7       | 19      | 21      | 19           | 1            | 2            | 16           | 10           | 43           | 37     | 5      | 9      | 23     | 29     | 64     | -35 |

### Statistiche dei giocatori
Fonte:
Sono in corsivo i calciatori che hanno lasciato la società a stagione in corso.
| Giocatore      | Campionato | Campionato | Campionato  | Campionato | Coppa Italia | Coppa Italia | Coppa Italia | Coppa Italia | Totale   | Totale | Totale      | Totale     |
| Giocatore      | Presenze   | Reti       | Ammonizioni | Espulsioni | Presenze     | Reti         | Ammonizioni  | Espulsioni   | Presenze | Reti   | Ammonizioni | Espulsioni |
| -------------- | ---------- | ---------- | ----------- | ---------- | ------------ | ------------ | ------------ | ------------ | -------- | ------ | ----------- | ---------- |
| R. Bacchin     | 25         | 1          | ?           | ?          | 5            | 0            | ?            | ?            | 30       | 1      | ?           | ?          |
| R. Belcamino   | 1          | 0          | ?           | ?          | -            | -            | -            | -            | 1        | 0      | 0+          | 0+         |
| L. Bertolini   | 4          | -10        | ?           | ?          | -            | -            | -            | -            | 4        | -10    | 0+          | 0+         |
| E. Bivi        | 22         | 3          | ?           | ?          | 6            | 2            | ?            | ?            | 28       | 5      | ?           | ?          |
| R. Borrello    | 11         | 1          | ?           | ?          | 2            | 0            | ?            | ?            | 13       | 1      | ?           | ?          |
| G. Boscolo     | 24         | 1          | ?           | ?          | 7            | 0            | ?            | ?            | 31       | 1      | ?           | ?          |
| P. Braglia     | 28         | 0          | ?           | ?          | 4            | 0            | ?            | ?            | 32       | 0      | ?           | ?          |
| A. Cavasin     | 24         | 0          | ?           | ?          | 2            | 0            | ?            | ?            | 26       | 0      | ?           | ?          |
| B. Conca       | 1          | 0          | ?           | ?          | -            | -            | -            | -            | 1        | 0      | 0+          | 0+         |
| A. Cuttone     | 21         | 1          | ?           | ?          | 2            | 0            | ?            | ?            | 23       | 1      | ?           | ?          |
| L. De Agostini | 24         | 4          | ?           | ?          | 7            | 3            | ?            | ?            | 31       | 7      | ?           | ?          |
| F. Ermini      | 16         | 1          | ?           | ?          | 2            | 0            | ?            | ?            | 18       | 1      | ?           | ?          |
| P. Mariani     | 23         | 3          | ?           | ?          | 7            | 1            | ?            | ?            | 30       | 4      | ?           | ?          |
| G. Musella     | 17         | 0          | ?           | ?          | 3            | 0            | ?            | ?            | 20       | 0      | ?           | ?          |
| V. Năstase     | 9          | 1          | ?           | ?          | 4            | 2            | ?            | ?            | 13       | 3      | ?           | ?          |
| M. Palese      | 5          | 0          | ?           | ?          | 5            | 0            | ?            | ?            | 10       | 0      | ?           | ?          |
| F. Peccenini   | 12         | 0          | ?           | ?          | 3            | 0            | ?            | ?            | 15       | 0      | ?           | ?          |
| S. Pesce       | 15         | 0          | ?           | ?          | 4            | 0            | ?            | ?            | 19       | 0      | ?           | ?          |
| G. Sabadini    | 15         | 0          | ?           | ?          | 4            | 0            | ?            | ?            | 19       | 0      | ?           | ?          |
| A. Salvadori   | 13         | 0          | ?           | ?          | 6            | 0            | ?            | ?            | 19       | 0      | ?           | ?          |
| S. Santarini   | 18         | 0          | ?           | ?          | 6            | 0            | ?            | ?            | 24       | 0      | ?           | ?          |
| A. Soda        | 1          | 0          | ?           | ?          | -            | -            | -            | -            | 1        | 0      | 0+          | 0+         |
| M. Trombetta   | 12         | 2          | ?           | ?          | 3            | 0            | ?            | ?            | 15       | 2      | ?           | ?          |
| M. Venturini   | 18         | 0          | ?           | ?          | 5            | 0            | ?            | ?            | 23       | 0      | ?           | ?          |
| A. Zaninelli   | 26         | -46        | ?           | ?          | 7            | -8           | ?            | ?            | 33       | -54    | ?           | ?          |